# Ressano Garcia (Moçambique)

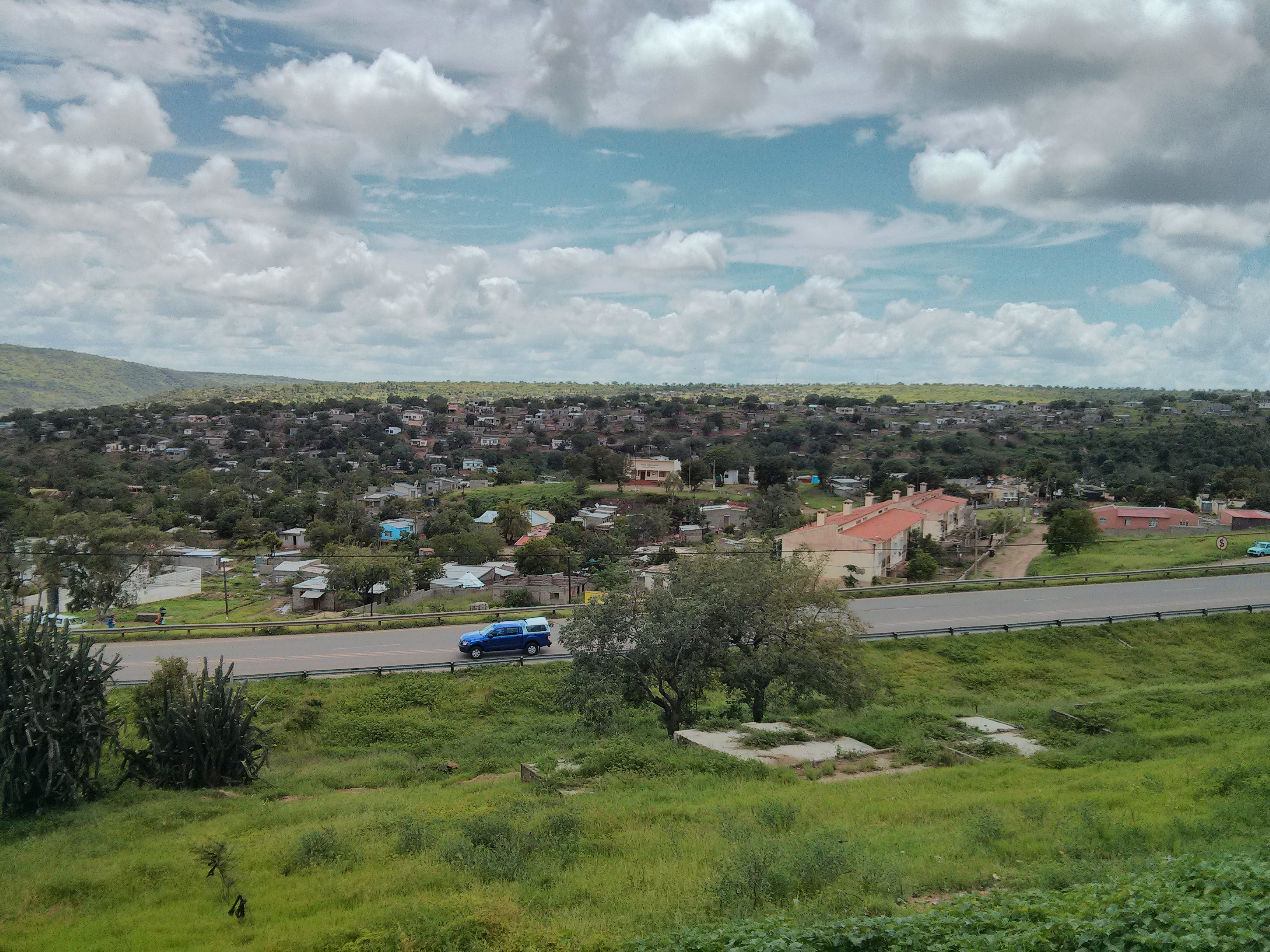
Panorama de Ressano Garcia, em 2014.

Ressano Garcia é uma povoação fronteiriça de Moçambique e sede de um posto administrativo do Distrito de Moamba. O nome foi dado em homenagem a Frederico Ressano Garcia, engenheiro e político português.
Nesta localidade, funcionam dois postos fronteiriços entre Moçambique e a África do Sul, um rodoviário e outro ferroviário.
A vila é atravessada pela Estrada Nacional nº 4, rodovia que a liga à cidade de Maputo, ao leste.
A localidade é servida por uma das mais importantes estações ferroviárias do Caminho de Ferro de Ressano Garcia.